# Alex Morgan
Alexandra (Alex) Patricia Morgan Carrasco (San Dimas, 2 juli 1989) is een Amerikaans profvoetbalster, die speelt als aanvalster en uitkomt voor San Diego Wave.

## Clubvoetbal
Morgan begon op veertienjarige leeftijd met clubvoetbal bij Cypress Elite. Later speelde ze voor het voetbalteam van haar highschool. Tijdens haar studie aan de Universiteit van Californië in Berkeley speelde Morgan voor het universiteitsteam California Golden Bears, waarvoor zij zevenenzestig wedstrijden speelde. Na voor vele clubs in haar thuisland te hebben gespeeld kwam zij in 2017 op huurbasis uit voor Olympique Lyon, waarmee zij de UEFA Women's Champions League won. Na deze periode keerde zij terug naar Orlando Pride. In september 2020 vertrok Morgan voor een seizoen naar Tottenham Hotspur. In december 2020 maakt Tottenham Hotspur bekend dat Morgan in januari 2021 weer terug zou keren naar de Verenigde Staten. Na vijf wedstrijden gespeeld te hebben voor Tottenham Hotspur, keerde zij in december 2020 terug naar de Verenigde Staten. Op 21 april 2021 speelde Morgan sinds augustus 2019 weer een wedstrijd voor Orlando Pride tijdens de Challenge Cup tegen Washington Spirit. Morgan gaf een assist op Sydney Leroux, waarop zij scoorde en de wedstrijd met 1–0 werd gewonnen. Op 13 december 2021 kondigde San Diego Wave de komst van Morgan aan. De voorwaarden van de transfer werden drie dagen later onthuld na de opening van de transfermarkt, waarbij Orlando Pride een recordbedrag van $ 275.000,- ontving en waarbij Angharad James werd geruild voor Morgan.

## Nationaal elftal
Morgan behoorde in 2008 tot de Amerikaanse selectie van het gewonnen WK onder 20. In maart 2010 debuteerde ze in een wedstrijd tegen Mexico in het nationaal elftal. In oktober 2010 maakte de aanvalster tegen China haar eerste interlanddoelpunt. In 2011 nam Morgan deel aan het WK. In de finale werd verloren van Japan. In 2012 won ze goud op de Olympische Spelen van Londen. Morgan scoorde twee keer in de eerste wedstrijd tegen Frankrijk en in de halve finale tegen Canada maakte ze in de verlengingen het winnende doelpunt. In de finale werd met 2–1 gewonnen van Japan. In 2015 werd Morgan met haar land wereldkampioen door in de finale met 5–2 te winnen van Japan, het land waar ze in 2011 de finale van verloren. In 2014 (6–0 winst tegen Costa Rica) en 2018 (2–0 winst tegen Canada) werd de CONCACAF Gold Cup gewonnen. Tevens was ze met vijf doelpunten medeverantwoordelijk voor de grootste overwinning op een WK voor vrouwen ooit, doordat de Verenigde Staten de eerste wedstrijd in de groepsfase van het WK van 2019 met maar liefst 13–0 wonnen van Thailand. De finale van deze editie werd met 2–0 gewonnen van Nederland.

## Privé
Morgan trouwde op 31 december 2014 met voetballer Servando Carrasco. Morgan is veganist. Op 23 oktober 2019 lieten Morgan en haar man via social media weten in verwachting te zijn van een dochtertje. Op 7 mei 2020 werd hun dochtertje geboren.

## Erelijst
Als speelster
 Western New York Flash
- WPS Championship: 2011

 Portland Thorns
- NWSL Championship: 2013

 Olympique Lyon
- Division 1 Féminine: 2016/17
- Coupe de France Féminine: 2016/17
- UEFA Women's Champions League: 2016/17

 Verenigde Staten onder 20
- FIFA WK onder 20: 2008

 Verenigde Staten
- Olympische Zomerspelen: 2012
- FIFA WK: 2015, 2019
- CONCACAF Women's Championship: 2014, 2018
- Algarve Cup: 2011, 2013, 2015
- Tournament of Nations: 2018
- Four Nations Tournament: 2011
- SheBelieves Cup: 2016, 2018
- CONCACAF Women's Olympic Qualifying Tournament: 2012, 2016
- ESPY Award Best Team: 2015, 2019

Individueel
- FIFA WK onder 20 Zilveren Bal: 2008
- FIFA WK onder 20 Bronzen schoen: 2008
- FIFA WK onder 20 All-Star Team: 2008
- ESPY Award Best Breakthrough Athlete nominee: 2012
- ESPY Award Best Moment Nominee: 2013
- Women's Sports Foundation Sportswoman of the Year, Team Sport: 2012
- Amerikaans voetballer van het Jaar: 2012, 2018
- Wereldvoetballer van het jaar finalist: 2012
- National Women's Soccer League Second Best XI: 2013, 2017
- CONCACAF Speelster van het Jaar: 2013, 2016, 2017, 2018
- USWNT All-Time Best XI: 2013
- SheBelieves Cup Gouden Bal en Meest Waardevolle Speelster: 2016
- FIFPro: FIFPro World XI 2016, 2017, 2019, 2021, 2022
- CONCACAF Gold Cup Gouden Schoen: 2018

- Bibsys: 1585570378249
- Biblioteca Nacional de España: XX5840349
- International Standard Name Identifier: 0000 0004 0150 7866
- Library of Congress Control Number: n2013006754
- Virtual International Authority File: 3387157226595985410003